# Typhloligidium karabijajlae
Typhloligidium karabijajlae là một loài chân đều trong họ Ligiidae. Loài này được Borutzkii miêu tả khoa học năm 1962.